# Prodigi - La musica è vita
Prodigi - La musica è vita è stato un evento di beneficenza realizzato in collaborazione con UNICEF ed Endemol Shine Italy. Partecipano dei concorrenti divisi in 3 categorie: canto, danza e musica. La gara è giudicata da 3 giudici che scelgono i finalisti di ogni categoria. A decretare il vincitore 100 giurati, tra studenti dell'Accademia di Santa Cecilia, musicisti, compositori, insegnanti di musica e danza, coreografi, ballerini ed esperti nelle tre categorie. Nel 2020 la serata non viene realizzata a causa della pandemia di COVID-19.

## Edizioni
| Edizione | Messa in onda    | Presentatori       | Presentatori       | Giudici        | Giudici        | Giudici          | Giudici           | Giudici           | Giudici            | Giudici            | Giudici            | Vincitore           |
| -------- | ---------------- | ------------------ | ------------------ | -------------- | -------------- | ---------------- | ----------------- | ----------------- | ------------------ | ------------------ | ------------------ | ------------------- |
| 1ª       | 19 novembre 2016 | Vanessa Incontrada | Vanessa Incontrada | Gino Paoli     | Gino Paoli     | Gino Paoli       | Andrea Griminelli | Andrea Griminelli | Eleonora Abbagnato | Eleonora Abbagnato | Eleonora Abbagnato | Giuseppe Gibboni    |
| 2ª       | 18 novembre 2017 | Flavio Insinna     | Anna Valle         | Gigi D'Alessio | Gigi D'Alessio | Gigi D'Alessio   | Beppe Vessicchio  | Beppe Vessicchio  | Carla Fracci       | Carla Fracci       | Carla Fracci       | Marco Boni          |
| 3ª       | 30 novembre 2018 | Flavio Insinna     | Nathalie Guetta    | Pippo Baudo    | Pippo Baudo    | Serena Autieri   | Beppe Vessicchio  | Beppe Vessicchio  | Daniel Ezralow     | Daniel Ezralow     | Daniel Ezralow     | Michele Santaniello |
| 4ª       | 13 novembre 2019 | Flavio Insinna     | Serena Autieri     | Arisa          | Arisa          | Rossella Brescia | Beppe Vessicchio  | Beppe Vessicchio  | Luciano Cannito    | -                  | -                  | Davide Alphandery   |
| 5ª       | 17 novembre 2021 | Gabriele Corsi     | Serena Autieri     | Ermal Meta     | Flavio Insinna | Malika Ayane     | Beppe Vessicchio  | Beppe Vessicchio  | Luciano Cannito    | Laura Marzadori    | Samanta Togni      | Silvestro Palmiero  |

## Ascolti
| Edizione | Anno | Telespettatori | Share  |
| -------- | ---- | -------------- | ------ |
| 1ª       | 2016 | 2 760 000      | 11,80% |
| 2ª       | 2017 | 2 567 000      | 12,20% |
| 3ª       | 2018 | 3 275 000      | 16,10% |
| 4ª       | 2019 | 2 950 000      | 15,26% |
| 5ª       | 2021 | 2 189 000      | 11,40% |